# Diều Java
Diều Java (danh pháp hai phần: Nisaetus bartelsi, danh pháp trước đây là Spizaetus bartelsi) là một loài chim săn mồi cỡ vừa, dài khoảng 60 cm, có màu nâu tối thuộc Họ Ưng đặc hữu Indonesia ở các khu rừng nhiệt đới ấm Java. Phạm vi phân bố gồm Đông Java gồm đảo Sempu, vườn quốc gia Bromo Tengger Semeru, vườn quốc gia Meru Betiri và vườn quốc gia Alas Purwo. Nó được nuôi nhốt ở các sở thú như Kebun Binatang Bandung
Người ta tin loài này theo chế độ đơn thê. Con mái thường đẻ một trứng ở trong cái tổ trên đọt cây trong rừng. Loài này chủ yếu ăn chim, thằn lằn, trái cây và động vật có vú.